# Het meisje uit het jaar 3000
Het meisje uit het jaar 3000 (Engelse titel: The Girl from Tomorrow) is een Australische sciencefiction-kinderserie uit 1991-1992. De hoofdpersoon is het meisje Alana, dat leeft in het jaar 3000, maar door middel van tijdreizen terechtkomt in het jaar 1990.
In het Australië van 1990 raakt ze bevriend met Jenny, die haar dagelijks bijstaat in haar 'nieuwe leven' en die ook haar terugkeer naar haar eigen tijd uiteindelijk mede mogelijk maakt.
Er is ook een vervolgserie gemaakt, met de Engelse titel The Girl from Tomorrow Part II: Tomorrow's End. Die serie speelt zich af in het jaar 2500.

## Verhaal
De mensen die in het jaar 3000 leven, zijn nazaten van de overlevers van 'de Grote Ramp'. Om te achterhalen wat die ramp heeft veroorzaakt, wordt er een tijdmachine gebouwd waarmee men terug kan reizen naar het jaar 2500. De uitverkorene heet Tulista. Zij blijkt echter al snel terug te reizen naar 3000, mét haar gijzelnemer Silverthorn, een crimineel die de toekomst wil veroveren. In het gevecht dat volgt, wordt het meisje Alana door Silverthorn gegijzeld. Hij ziet in dat hij in 3000 geen kans maakt en neemt het meisje mee naar het jaar 1990.
Eenmaal in Australië ontsnapt Alana. Ze wordt gevonden en verzorgd door Jenny Kelly. De rest van de serie draait om het tegenwerken van Silverthorn en het bemachtigen van de capsule, die Alana weer terug moet brengen naar haar eigen tijd.

## Rolverdeling
| Personage   | Acteur/actrice   |
| ----------- | ---------------- |
| Alana       | Katharine Cullen |
| Jenny       | Melissa Marshall |
| Silverthorn | John Howard      |
| Irene       | Helen O'Connor   |
| James       | Andrew Clarke    |
| Petey       | James Findlay    |
| Eddie       | Miles Buchanan   |